# Ростислав Фадеев
Ростислав Андреевич Фадеев е руски историк и публицист, панславист, офицер – генерал-майор.

## Биография
Роден е на 28 март 1824 г. в град Екатеринослав в семейство на потомствен дворянин.
Посвещава се на военното поприще. Служи в Кавказката армия от 1844 г. По време на Кримската война (1853 – 1856) се отличава в боевете при Башкадъкларе и Курукдъре.
Написва първия си труд „Шестьдесят лет кавказской войны“ през 1860 г. Повишен е във военно звание генерал-майор. Поради противоречия с военния министър Дмитрий Милютин излиза в оставка през 1866 г.
Проявява се на публицистичното поприще. Публикува статии във в. „Московские ведомости“ и сп. „Русский вестник“. Написва и публикува „Мнение о восточном вопросе“, което има програмен характер и му спечелва репутацията на панславист (1869). Заедно с Михаил Черняев купува в. „Русский мир“ и се сближава със славянофилския кръг около Иван Аксаков.
Предприема пътешествие в Египет през 1875 г. Поради започналата Сръбско-турска война (1876) посещава Сърбия и Черна гора, подпомага бойните действия на Сръбската армия. Поради несъгласия с император Александър II е заменен от генерал-майор Михаил Черняев.
При подготовката на Руско-турската война (1877 – 1878) през октомври 1876 г. представя в Генералния щаб записката „Болгарское дело в турецкой войне“, в която пръв лансира идеята за създаване на Българското опълчение. Чрез Московския славянски комитет активно участва в набавянето на оръжие за Българското опълчение.
През 1881 г. е сред организаторите на тайната аристократична организация „Священная дружина“, създадена за противодействие на тероризма след атентата срещу император Александър II. Събраните му съчинения излизат от печат през 1890 г. 